# 윤사라
윤사라(한국 한자: 尹思羅, 1973년 11월 2일~)는 대한민국의 가수 겸 작사가이다. 포크 록 밴드 여행스케치의 일원으로 활동했다.

## 생애
윤사라는 1973년 11월 2일에 2남 1녀 중 셋째로 태어났다 1989년 여행스케치멤버이자 작사가이다. 1992년 한양대학교 연극영화학과 입학하여 1997년에 졸업하였다.

## 학력
- 1992년 ~ 1997년 한양대학교 연극영화학과 (졸업)

## 앨범
- 1992년 여행스케치 《세가지 소원》
- 1994년 여행스케치 《다 큰 얘들 이야기》
- 1994년 여행스케치 《오래된 이야기》
- 1996년 여행스케치 《여행스케치best》
- 1996년 여행스케치 《남준봉》
- 1997년 여행스케치 《처음타본 타임머신》
- 2001년 윤사라 1집 《천국에서 길을 잃다》
- 2021년 여행스케치 《손끝무지개》

## 작사 활동
- 1999 박효신 - 해줄 수 없는 일
- 1999 애즈원 - Day by Day
- 2000 제이 - 어제처럼
- 2000 김민종 - 그대 하나만, 너만은 아니길, 넌 모를거야
- 2001 조규찬 - Baby Baby
- 2001 애즈원 - 원하고 원망하죠
- 2002 박효신 - 좋은사람
- 2002 T - Unforgettable
- 2002 김범수 - 보고싶다
- 2002 앤 - 아프고 아픈 이름
- 2002 박효신 - 살아있는 건...
- 2003 박화요비 - 그런 일은
- 2003 에즈원 - Mr. A-Jo
- 2004 김범수 - 가슴에 지는 태양
- 2004 박효신 - 보낼 수 없는 너
- 2004 윤건 - 헤어지자고
- 2005 김종국 - 사랑스러워
- 2006 김종국 - 편지
- 2006 성시경 - 그 자리에, 그 시간에
- 2006 김종국, SG 워너비 - 바람만바람만
- 2007 케이윌 - 사랑할 때마다
- 2007 양파 - 그대를 알고
- 2007 브라운 아이드 소울 - My Story
- 2007 브라운 아이드 소울 - 오래도록 고맙도록
- 2007 브라운 아이드 소울 - Promise You
- 2007 박정현 - 달아요
- 2008 김범수 - 슬픔활용법
- 2008 신혜성 - 그대라서
- 2008 김종국 - 어제보다 오늘 더
- 2008 성시경 - 연연
- 2008 박정현 - 비밀
- 2009 SG 워너비 - 내사랑 울보
- 2009 박정현 - 그바보
- 2010 지아 - 물론
- 2010 김연우 - 가끔은 혼자 웁니다
- 2010 KCM - 사랑곰
- 2011 김범수 - 끝사랑
- 2012 이준기 - 칭찬해줘
- 2013 EXO - 12월의 기적
- 2013 BMK - 못갖춘마디
- 2013 려욱 - Maybe Tomorrow
- 2014 김연우 - 눈물고드름
- 2014 알리 - 돌틈꽃
- 2015 신승훈 - I Will
- 2016 보이스퍼 - 어쩌니
- 2016 예성 - 비눗방울
- 2017 EXO - Universe
- 2018 권서경X고은성 - 제자리표
- 2019 젬스톤 - 너를 만나
- 2020 알리, 소향 - 회로
- 2021 김범수 - 초점
- 2021 작사라비던스 - 테두리
- 2021 작사라비던스 - 가을의 선물
- 2022 테이 - 바다가 사는 섬
- 2022 박정현 - 이름을 잃은 별을 이어서
- 2023 이병찬 - 눈사람
- 2024 신용재 - 행복을 만질수가 있다면